# DNS托管服务
域名解析系统（DNS） 托管服务是一种提供运行、维护域名系统服务器的服务。大部分 域名注册机构 提供的服务内容中就包括DNS托管和注册。除了付费使用的DNS服务以外，也有部分DNS托管机构提供免费服务。 许多第三方DNS托管服务提供 动态DNS。
DNS托管服务提供商可以通过在多个地理位置搭建服务器来提高自己的灾备能力，降低其他地区用户的访问延迟。用户可以通过更改自己的本地DNS地址来更换自己使用的DNS托管服务提供商，借此一定程度上提高自己访问某些特定网站的速度，其原理是DNS服务节点距离用户越近，DNS查询请求和其返回内容在网络上传播的距离也就越近，故响应速度也就越快。

通过在 通用互联网托管服务 上运行 域名解析系统软件，你可以自己搭建一个DNS。

## 免费DNS
一些网站在提供付费的二级域名（或三级域名）注册登记、代管服务的同时，提供免费的DNS托管服务，也就是说，在这些网站注册或代管您的网站的时候，他们将协助您完成DNS服务的部署。 这些服务通常还包括动态DNS解析。 免费DNS提供商通常也提供针对 A记录、邮件交换记录（MX记录）、别名指向记录（CNAME记录）、TXT和域名解析服务器记录（NS记录）等域名资源的管理服务。大多数时候这些免费DNS服务的功能是受到限制的，通过付费购买高级版本，用户可以获得包括流量分析等在内的增值服务。

## 备注
1. ↑  事实上提高访问速度的最优方法是网站提供者使用内容分发（CDN）技术，然而DNS的位置也会影响到用户访问页面的速度。